# Елейн Янгз
Елейн Янгз (англ. Elaine Clara Marie Hermenia Youngs; 14 лютого 1970, Орандж, Каліфорнія) — американська волейболістка. Учасниця Олімпійських ігор у змаганнях з класичного і пляжного волейболу. Бронзова призерка Олімпійських ігор і чемпіонату світу з пляжного волейболу. Переможниця Всесвітнього гран-прі і фіналістка Ліги чемпіонів ЄКВ.

## Із біографії
У складі волейбольної команди з Каліфорнійського університету стала дворазовою чемпіонкою Національної асоціації студентського спорту (1991, 1992). У першому випадку її визнали найкращою спортсменкою турніру, а на другий рік — обрали до символічної збірної.
У складі національної збірної виступала Олімпійських іграх (1996), чемпіонаті світу (1994), Кубку світу (1995), Всесвітньому гран-прі (1994, 1995, 1996), Великому кубку чемпіонів (1993), Панамериканськиї іграх (1995) і Іграх доброї волі (1994).
По одному сезону захищала кольори італійської «Роми» і «Вакіфбанку» з Анкари. У складі турецького клубу грала у Лізі чемпіонів ЄКВ і перемогла в національній першості.
З 1997 почали виступати у турнірах з пляжного волейболу найвищого рівня. Того сезону грала в чвертьфіналі чемпіонату світу разом з Ліз Масакаян. На наступній першості американки здобули бронзові медалі (у вирішальному матчі переграли Сандру Пірес і Адріану Самуель з Бразилії), але на Олімпійські ігри в Сіднеї не потрапили.
На чемпіонаті світу 2001 грала у парі з Барброю Фонтаною і поступилися бронзою чеському дуету. У наступних першостях чотири рази поспіль грала у чвертьфіналах разом з Голлі Макпік, Рейчел Скотт і Ніколь Брана (двічі).
У півфіналі Олімпіади в Афінах Янгз і Макпік поступилися американкам Кері Волш — Місті Мей, а в матчі за бронзу були сильнішими за австралійок Наталі Кук — Ніколь Сандерсон. Через чотири роки в Пекіні грала в парі з Ніколь Брана і в чвертьфіналі турніру поступилися китаянкам Сюе Чень та Чжан Сі.

## Галерея

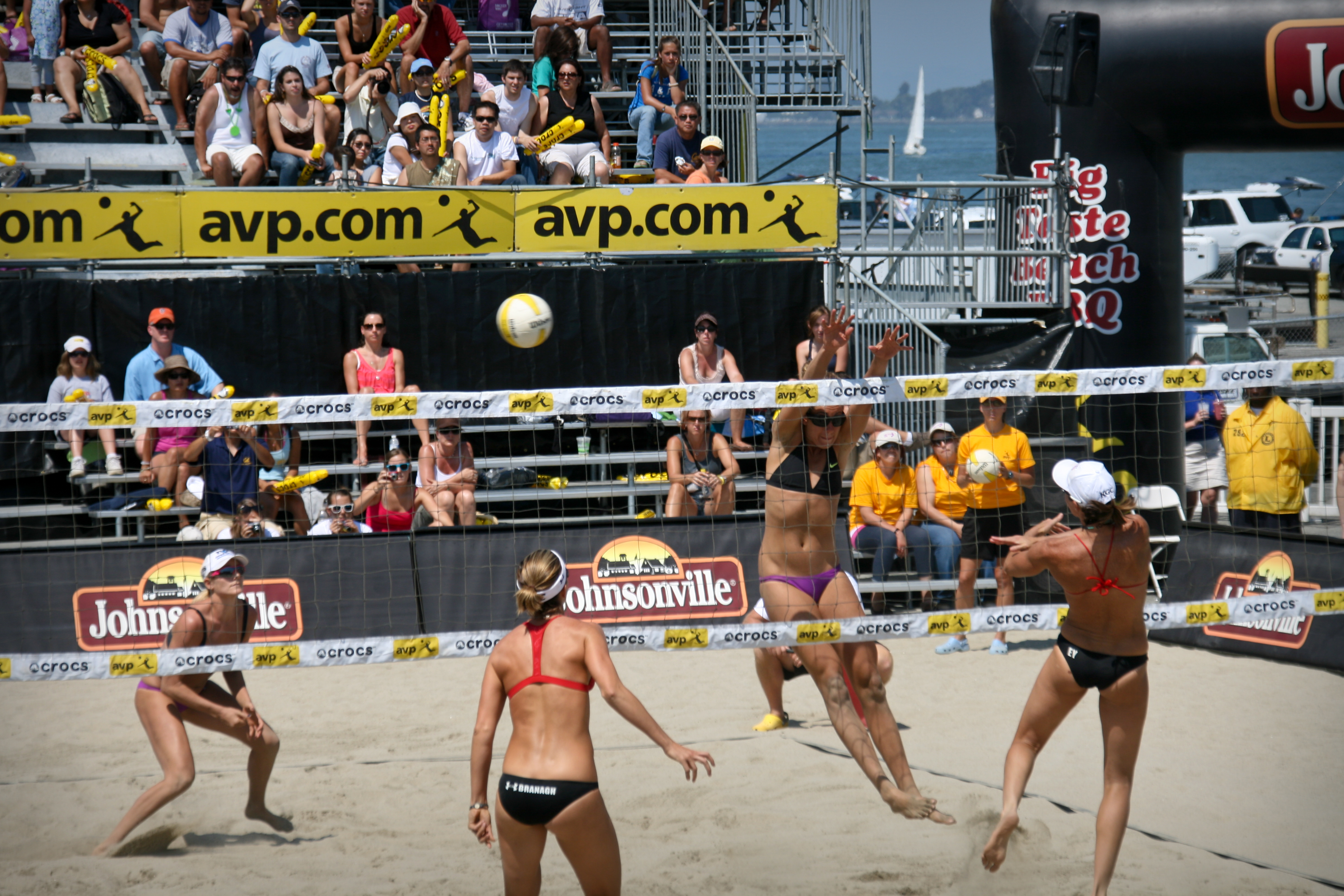
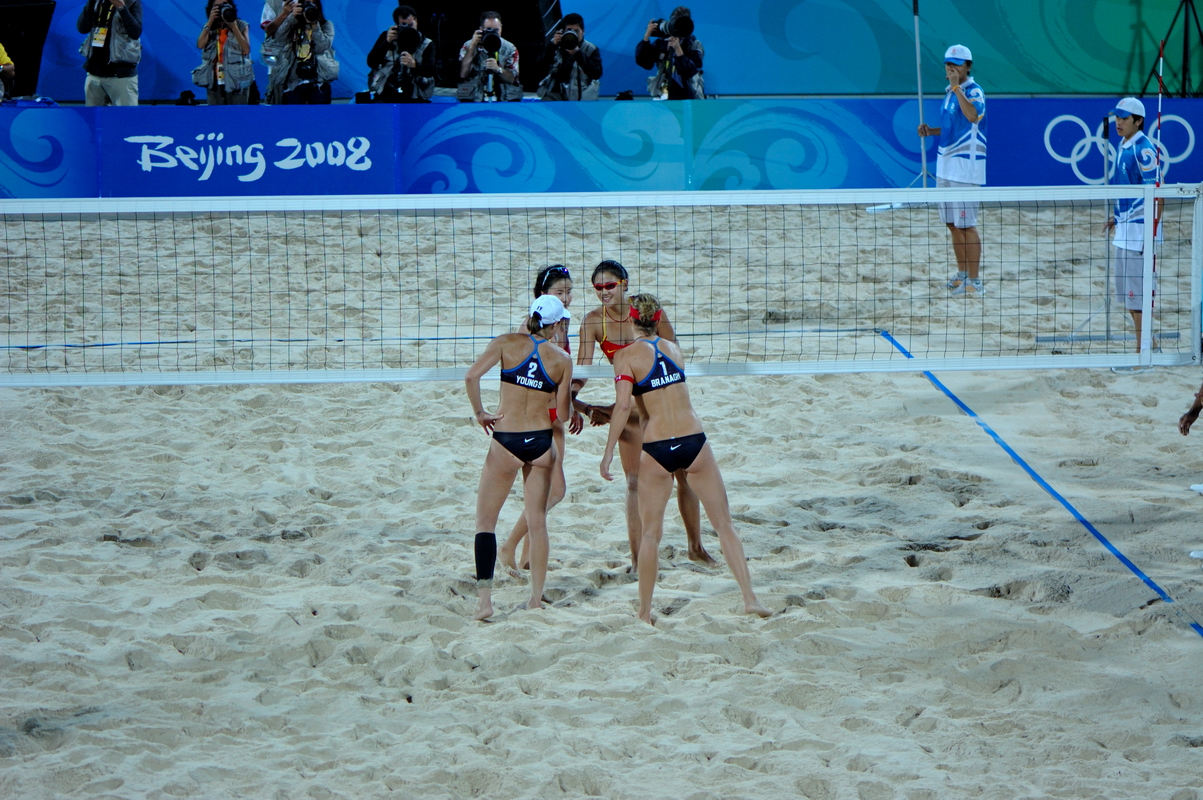